# أوليف (نيويورك)
أوليف (بالإنجليزية: Olive, New York) هي بلدة أمريكية تقع في الولايات المتحدة في مقاطعة أولستر، نيويورك. يقدر عدد سكانها بـ 4,419 نسمة ومساحتها 168.7 كم2 وترتفع عن سطح البحر 215 متر.